# 행복매거진, 6시입니다
행복매거진, 6시입니다는 원주MBC 표준FM(FM 92.7/102.5㎒)에서 평일 저녁 6시 5분부터 7시까지 방송되었던 퇴근길 시사 프로그램이었다. 2024년 5월 3일 자로 6년만에 폐지되었다.

## 진행
- 변정연 아나운서

## 같이 보기
- 원주문화방송
- MBC 표준FM
- 권순표의 뉴스 하이킥